# Los europeos
Pour plus de détails, voir Fiche technique et Distribution.
Los europeos est un film français réalisé par Víctor García León, sorti en 2020.

## Synopsis
À la fin des années 1950, deux célibataires, Miguel et Antonio décident de partir s'encanailler à Ibiza. Mais sur l'île, les choses ne se déroulent pas comme prévu.

## Fiche technique
- Titre : Los europeos
- Réalisation : Víctor García León
- Scénario : Marta L. Castillo et Bernardo Sánchez d'après le roman de Rafael Azcona
- Musique : Selma Mutal
- Photographie : Eva Díaz
- Montage : Buster Franco
- Production : Louise Bellicaud, Claire Charles-Gervais, Jaime Gona, Xavier Granada et Enrique López Lavigne
- Société de production : Gonita, Apache Films, A Contraluz Films, In Vivo Films et Los europeos La Película
- Pays :  Espagne et  France
- Genre : Drame
- Durée : 89 minutes
- Dates de sortie : 
  -  Espagne : 31 août 2020 (Internet)

## Distribution
- Juan Diego Botto : Antonio
- Stéphane Caillard : Odette
- Raúl Arévalo : Miguel Alonso
- Carolina Lapausa : Vicen
- Jon Viar : Francés
- Boris Ruiz : Matín Ojeda
- Dritan Biba : Dimitri
- Meteora Fontana : Valeria
- Iñigo Aranburu : Casero
- Aïda Ballmann : Erika
- Alicia Rodríguez : Trini
- Kiva Murphy : Ruth

## Distinctions
Le film a été nommé pour trois prix Goya.